# Chiesa di San Maurizio (Riva Ligure)
La chiesa di San Maurizio martire è un luogo di culto cattolico situato nel comune di Riva Ligure, in piazza della Chiesa, in provincia di Imperia. La chiesa è sede della parrocchia omonima del vicariato di Levante e Valle Argentina della diocesi di Ventimiglia-San Remo.

## Storia e descrizione

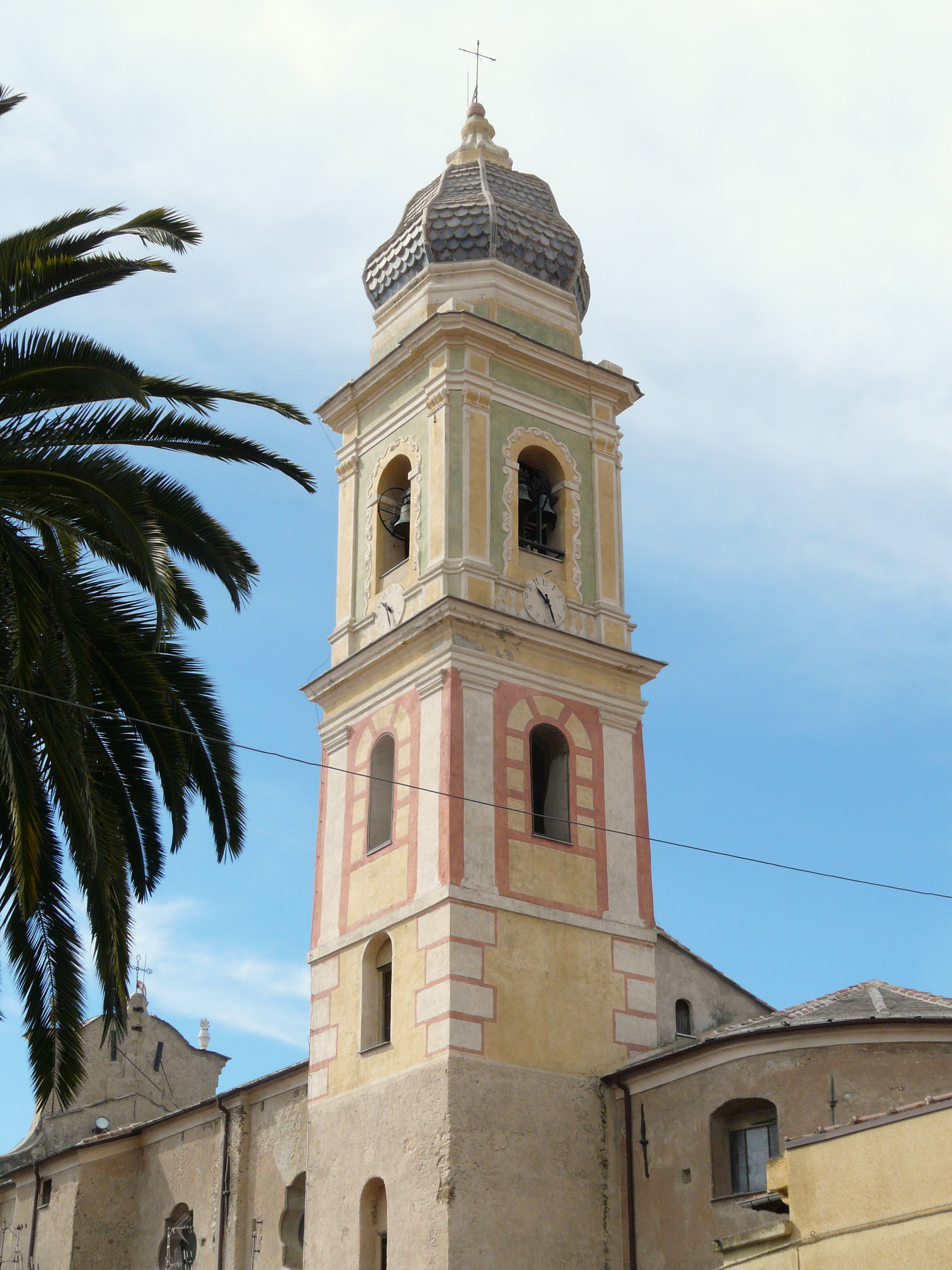
Il campanile

La parrocchiale è ubicata presso il centro storico e la sua costruzione fu decisa per porre rimedio all'insufficienza del precedente edificio, l'odierno santuario di Nostra Signora del Buon Consiglio. Taggia, da cui dipendeva Riva Ligure, assieme alla Repubblica di Genova diedero il voto positivo nel 1693 per la costruzione di un nuovo tempio religioso e già in tale anno fu trovato il terreno per l'edificazione.
I lavori, affidati al capomastro Girolamo Arlotti, procedettero molto lentamente soprattutto per la mancanza dei fondi necessari, tanto che nel 1717 si era piuttosto indietro rispetto alle previsioni. L'edificazione fu sostenuta molto dalla spontanea donazione degli stessi abitanti rivesi che finanziarono l'opera per tutto il XVIII secolo.

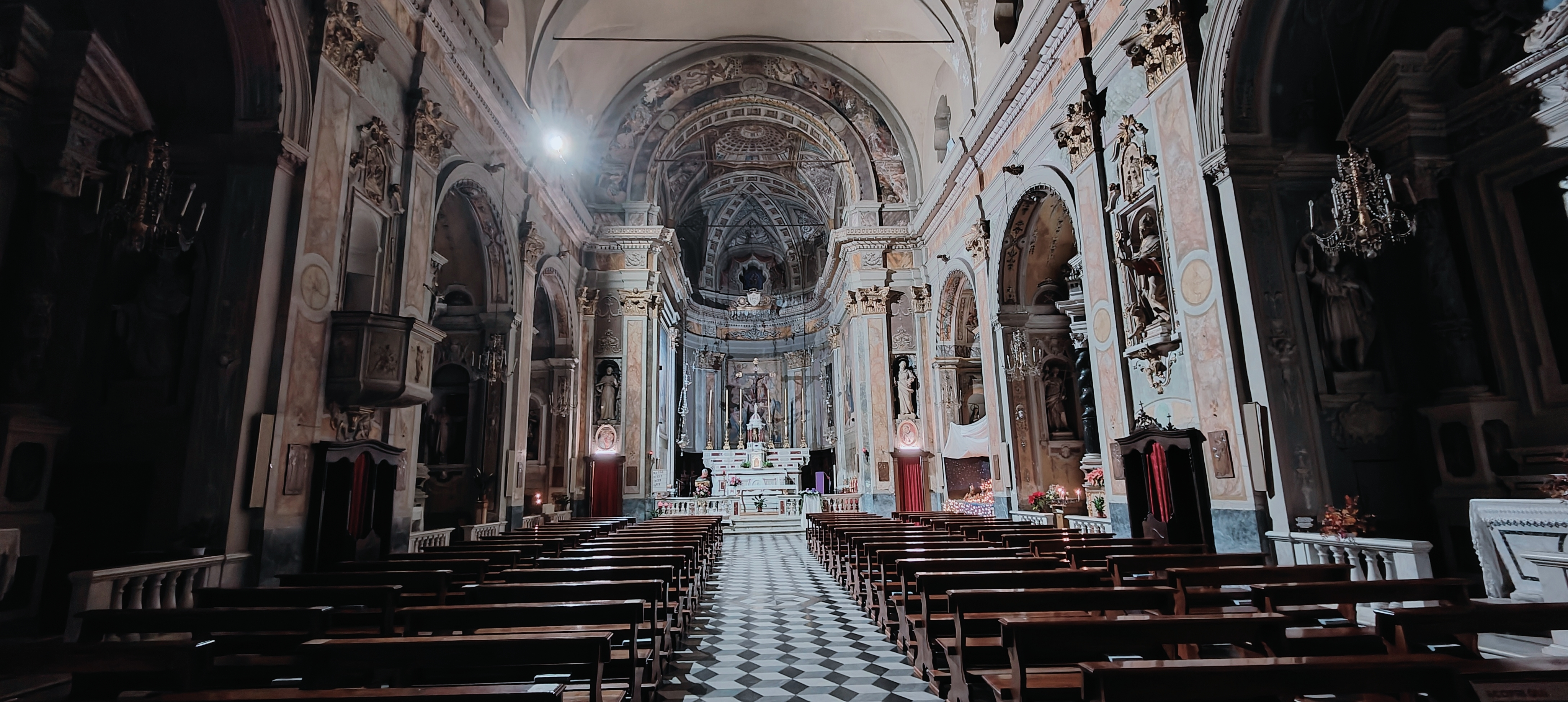
L'interno

I dipinti interni raffiguranti l'Immacolata concezione e san Vincenzo sono ad opera del pittore Carlo Giuseppe Aicardi di Oneglia, mentre le sculture presenti sono di Anton Maria Maragliano.